# Domasław (imię)
Domasław, Domisław, Domosław – ogólnosłowiańskie, w tym staropolskie imię męskie złożone z członów Doma- ("dom"; psł. *domъ oznacza "pomieszczenie, gdzie człowiek żyje ze swoją rodziną"; "wszystko, co jest w domu, rodzina, mienie, majątek", "ród, pokolenie", "strony rodzinne, kraj ojczysty") i -sław ("sława"). Imię to wyraża życzenie sławy w przestrzeni domowej.
Domasław i Domosław imieniny obchodzi 14 stycznia i 15 stycznia.
Żeński odpowiednik: Domasława

## Znane osoby
- Domasław Chrośnic – kasztelan wyszogrodzki w latach 1271-1288

## Miejscowości wywodzące się od imienia
Istnieje szereg miejscowości w Polsce wywodzących się od imienia:
- wsie w województwie dolnośląskim - Domasław[3] oraz Domaszków[3],
- Domisław – wieś w województwie pomorskim,
- Domosław – wieś w województwie mazowieckim